# Відбензинення
Відбензинення газу — вилучення з природного газу нестабільного газового бензину.

## Загальний опис
Відбензинення газу здійснюють на газопереробних заводах (ГПЗ) з повним (закінченим) технологічним циклом. Спершу газ надходить на пункт прийому під тиском 0,15 … 0,35 МПа. Тут спочатку здійснюють замір його кількості, а потім направляють у прийомні сепаратори, де від газу відокремлюють механічні домішки (пісок, пил, продукти корозії газопроводів) і крапельну вологу. Далі газ надходить на установку очищення газу, де від нього відокремлюють сірководень і вуглекислий газ. Одержаний сировинний («сирий») газ стискують компресорами в одну, дві або три ступені і направляють на відбензинювальну установку. Саме тут сировинний газ розділяють на нестабільний газовий бензин, відбензинений газ і скидний газ. Нестабільний бензин направляють на газофракційні установки. Відбензинений («Сухий») газ компресорною станцією закачується в магістральний газопровід або реалізується місцевим споживачам. Скидний газ використовують для паливних потреб котельні і трубчастих печей. Газофракційні установки призначені для розділення нестабільного бензину на газовий (стабільний) бензин і технічно чисті вуглеводні: етан, пропан, бутан, пентан і н-гексан. Одержувані продукти відкачують в товарний парк, звідки згодом проводиться їх відвантаження залізничним транспортом або по трубопроводах.
Газопереробне виробництво може бути організовано не тільки як ГПЗ, але і як газовідбензинувальна установка в складі нафтогазовидобувного управління.

## Основні способи
Промислове значення мають чотири способи відбензинювання газів: компресорний, абсорбції, адсорбції, низькотемпературної ректифікації.
- 1. Компресійний спосіб — стиснення газу в компресорах і подальше його охолоджування. В результаті цього значна частина важких вуглеводнів, що входять до складу газу, переходить в рідкий стан і відділяється в сепараторах від несконденсованого газу. Компресійний спосіб застосовують для відбензинювання «жирних» газів з високим вмістом пропану, бутану і більш важких вуглеводнів. Цей спосіб, як правило, є допоміжним і поєднується з іншими способами відбензинювання.
- 2. Спосіб абсорбції. Суть його полягає в розчиненні рідким нафтопродуктом (наприклад, гасом) важких вуглеводнів, які містяться в газі. У спеціальній колоні, яка називається абсорбером, контактують абсорбент і газ, що переробляється. При цьому поглинаючу рідину (абсорбент) подають у верхню частину колони. Стікаючи по насадці або тарілках вниз, абсорбент багато разів стикається з потоком газу, що йде від низу до верху. Збагачений вуглеводнями абсорбент відводиться з низу колони на десорбцію, при якій видобуті вуглеводні, які утворюються після конденсації нестабільного бензину, відпарюються з нього. Регенерований абсорбент охолоджується і використовується знову. Застосування способу абсорбції є найраціональнішим для відбензинювання газів, які містять в 1 м3 більше 100 г пропану, бутану і важких вуглеводнів.

- 3. Адсорбційний спосіб заснований на здатності твердих пористих матеріалів (адсорбентів) поглинати (адсорбувати) пари і гази. Газ пропускають через циліндрові апарати — адсорбери, наповнені адсорбентом, наприклад активованим вугіллям. Адсорбент поглинає з газу переважно важкі вуглеводні і з часом насичується ними. Для витягування поглинених вуглеводнів і відновлення адсорбційної здатності насичений адсорбент обробляють гострою водяною парою. Суміш водяної і вуглеводневої пари охолоджується і конденсується. Отриманий нестабільний бензин легко відділяється від води при відстоюванні. Для забезпечення безперервного відбензинювання газу ставлять декілька періодично працюючих адсорберів, які почергово відключаються на десорбцію. Така система роботи є напівбезперервною. Процес адсорбції може здійснюватися і в безперервно діючих апаратах. При цьому відбензинювання проводять шаром активованого вугілля, який рухається назустріч газу. Цей процес носить назву гіперсорбції. У ньому поєднуються одночасно відбензинювання і фракціонування, тобто в цьому процесі сирий газ розділяється на сухий, індивідуальні вуглеводні і газовий бензин. Вуглеадсорбційний спосіб доцільно застосовувати для відбензинювання газів, в яких вміст пропану, бутану і вищих вуглеводнів не перевищує 50 г/м3 а також газів, які містять повітря. Перероблюваний газ не повинен містити сірководню, з якого утворюється елементарна сірка, що забиває пори вугілля, внаслідок чого вугілля стає непридатним для подальшої роботи.

- 4. Спосіб низькотемпературної ректифікації полягає в тому, що із стиснутого газу після попереднього охолоджування до мінусових температур виділяється конденсат. Суміш газу і конденсату або відсепарований конденсат надходить в колону ректифікації. На верху колони підтримується негативна температура, а низ її підігрівається. В результаті зріджений газ розділяється: важкі вуглеводні збираються в нижній частині, а легкі у вигляді залишкового газу виходять у верхній частині колони. З низу колони безперервно відводиться отриманий з газу нестабільний бензин.

Низькотемпературний спосіб відбензинювання доцільний тоді, коли необхідно забезпечити максимальне видобування з газу індивідуальних вуглеводнів — пропану і етану.
Присутність в газі вологи при високому тиску і низьких температурах може привести до утворення гідратів і тим самим спричинити часткову або повну закупорку газопроводу. Для запобігання утворенню пробок гідратів і забезпечення безаварійного перекачування газ перед подачею в магістральний газопровід піддають осушенню на спеціальній установці.